# Даніель Денніс
Даніель Пол Денніс-Кенготт (англ. Daniel Paul Dennis-Kengott; нар. 24 вересня 1986, Х'юстон) — американський борець вільного стилю, переможець та призер міжнародних турнірів, учасник Олімпійських ігор.

## Життєпис
У чемпіонаті NCAA 2010 року Даніель Денніс виступав за Університет Айови. У фінальному поєдинку він зустрівся з Джейсоном Нессом з Університету Міннесоти. За 20 секунд до кінця Денніс вів у рахунку 4-1. Денніс спробував зупинитися, відступивши, але Несс зловив його і кинув на спину за сім секунд до кінця. Денніс програв, 6-4. «Після поєдинку Деніел повзав на руках і колінах і кричав, що відчуває сильний емоційний біль», — сказав Том Брендс, його тренер. «Ці крики йшли з глибини його душі. Він був спустошений». Після цієї приголомшливої поразки Денніс залишився на кілька років, жив у своїй вантажівці, а потім у трейлері, подорожуючи західними Штатами, час від часу займаючись боротьбою та тренуючи. Денніс повернувся до Айова-Сіті у квітні 2015 року. Він почав тренуватися зі своїм колишнім тренером та у квітні 2016 року кваліфікувався на Літні Олімпійські ігри 2016, перемігши чемпіона NCAA 2014 року Тоні Рамоса. На Олімпіаді в Ріо-де-Жанейро Денніс програв свій перший матч з рахунком 11-0 на Владіміру Дубову з Болгарії та вибув зі змагань після того, як Дубов не зміг дійти до фіналу.
Виступав за борцівський клуб «Titan Mercury».

## Спортивні результати на міжнародних змаганнях

### Виступи на Олімпіадах
| Змагання                    | Збірна | Вагова категорія          | Місце |
| --------------------------- | ------ | ------------------------- | ----- |
| Літні Олімпійські ігри 2016 | США    | вільна боротьба, до 57 кг | 19    |

### Виступи на Кубках світу
| Змагання                    | Збірна | Вагова категорія          | Місце |
| --------------------------- | ------ | ------------------------- | ----- |
| Кубок світу з боротьби 2016 | США    | вільна боротьба, до 57 кг | 4     |

### Виступи на інших змаганнях
| Змагання                                 | Збірна | Вагова категорія          | Місце  |
| ---------------------------------------- | ------ | ------------------------- | ------ |
| Гран-прі Іспанії з боротьби 2015         | США    | вільна боротьба, до 61 кг | Золото |
| Міжнародний меморіал Білла Фаррелла 2015 | США    | вільна боротьба, до 57 кг | Бронза |
| Клубний чемпіонат світу з боротьби 2015  | США    | команда                   | Срібло |
| Гран-прі «Іван Яригін» 2016              | США    | вільна боротьба, до 57 кг | 7      |
| Олімпійські випробування США 2016        | США    | вільна боротьба, до 57 кг | Золото |
| Гран-прі Німеччини з боротьби 2016       | США    | вільна боротьба, до 57 кг | Золото |